# Weltkatastrophe 1999? – Die Prophezeiung des Nostradamus
Weltkatastrophe 1999? – Die Prophezeiung des Nostradamus (japanisch ノストラダムスの大予言, Nosutoradamusu no Daiyogen, dt. „Nostradamus’ große Prophezeiung“) ist ein japanischer Katastrophenfilm aus dem Jahr 1974. Er entstand unter der Regie von Toshio Masuda für Tōhō. Kinostart in Deutschland war der 22. Mai 1975.

## Handlung
Im Jahr 1999 leidet die Welt unter der zunehmenden Industrialisierung und der dadurch resultierenden massiven Umweltverschmutzung. Der japanische Wissenschaftler Dr. Nishiyama ist davon überzeugt, dass der verantwortungslose Umgang des Menschen mit seiner Umwelt schon bald die schlimmsten Konsequenzen haben wird. Aber niemand nimmt seine Warnungen ernst, und das, obwohl es auf der ganzen Welt bereits erste Anzeichen einer drohenden Umweltkatastrophe gibt: Es kommt zu seltsamen Wetterphänomenen, Tiere und Pflanzen mutieren und auch die Menschen werden krank. Trotzdem gelingt es der japanischen Regierung lange Zeit, die Gefahr herunterzuspielen und die Bevölkerung zu beruhigen. Erst als durch eine Reihe verheerender Naturkatastrophen fast die gesamte Welternte vernichtet wird und die Regierung dazu gezwungen ist, die Nahrung zu rationieren, verliert die japanische Bevölkerung endgültig das Vertrauen in ihre Politiker. Die Menschen werden panisch, es kommt in ganz Japan zu Aufständen und Plünderungen.
Dr. Nishiyama unternimmt schließlich einen letzten verzweifelten Versuch, die Regierungen der Welt endlich zum Umdenken zu bewegen. Er tritt vor ein Gremium und warnt sowohl die japanische Regierung, als auch die ebenfalls anwesenden Vertreter der verschiedenen Länder eindringlich vor weiteren Katastrophen, die der Menschheit drohen, wenn diese bei ihrem gegenwärtigen Kurs bleibt: so könnten beispielsweise schwere Erdbeben Nuklearkatastrophen in japanischen Kernkraftwerken verursachen oder im schlimmsten Fall sogar ein alles vernichtender Atomkrieg ausbrechen. Die Regierungen der Welt sehen daraufhin endlich ihre Fehler ein und entschließen sich dazu, gemeinsam zu handeln und die Erde zu retten, bevor es zu spät ist.

## Hintergrund
- Sowohl der Titel als auch der Inhalt des Films beziehen sich auf eine Prophezeiung des französischen Mystikers und Astrologen Nostradamus, der für das Jahr 1999 das Ende der Welt vorausgesagt hatte.
- Weltkatastrophe 1999 war seiner Zeit in Japan sehr umstritten. Aufgrund seines brisanten Inhalts und einiger drastischer Szenen wurde der Film von Tōhō schon kurz nach seiner Premiere wieder aus dem Verleih genommen und von 114 Minuten auf 90 Minuten gekürzt.
- Für den US-Markt wurde der Film bearbeitet und auf 72 Minuten gekürzt. Diese Fassung erschien unter dem Titel The Last Days of Planet Earth.
- In Deutschland erschien Weltkatastrophe 1999 1982 bei VPS Video in einer auf 70 Minuten gekürzten Fassung auf Video. Im deutschen Fernsehen lief der Film ebenfalls stark gekürzt erstmals am 17. Dezember 1993 auf RTL.
- Für die Spezialeffekte des Films war Teruyoshi Nakano, ein Schüler des legendären japanischen Effektspezialisten Eiji Tsuburaya (1901–1970), verantwortlich.
- Für die Trickaufnahmen des Films wurde teilweise Archivmaterial aus den früheren Toho-Produktionen Der Untergang Japans  (1973) und The Last War (1961) wieder verwendet.

## Produktionsnotizen
Das Produktionsdesign stammt von Yoshirō Muraki. Drehorte des Films befinden sich in Japan.

## Kritiken
Das Lexikon des internationalen Films schrieb: „Eine naive Mischung aus Horror- und Katastrophenfilm mit kritischen Grundton, aber wenig sachlicher Argumentation. Mit vielen Tricks werden zerstörerische Begleiterscheinungen der menschlichen Zivilisation zu einem genreüblichen Science-Fiction-Spektakel verbunden, bei dem letztlich die Menschen zu Monstern mutieren, bis ein Atomschlag die Erde in ein Trümmerfeld verwandelt.“